# Herrschaft der Hundert Tage

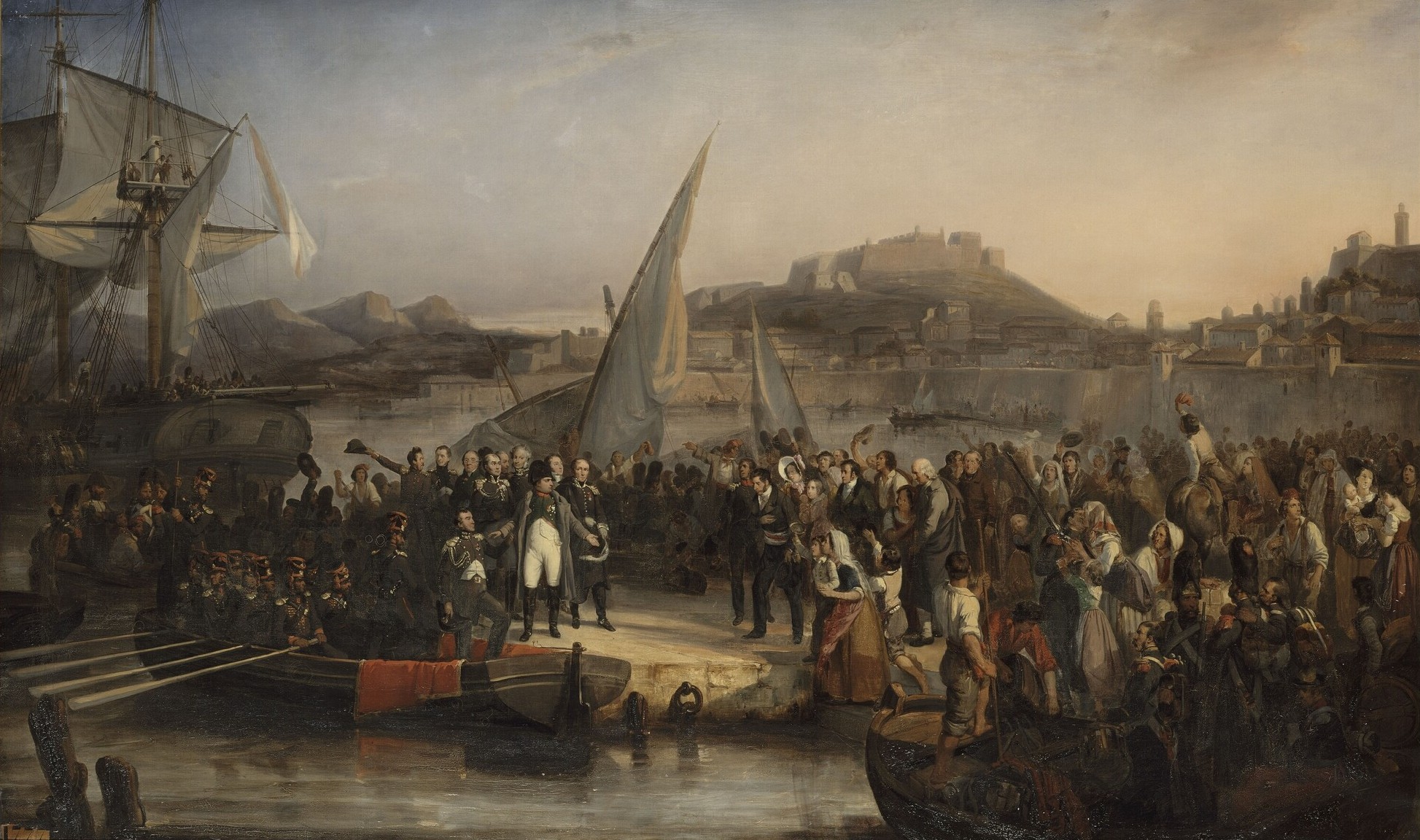
Napoleon verlässt Elba

Als Herrschaft der Hundert Tage (französisch Cent-Jours) bezeichnet man den Zeitraum von der erneuten Machtübernahme in Frankreich durch Napoleon Bonaparte nach dessen Rückkehr von seiner Verbannungsinsel Elba am 1. März 1815 bis zum endgültigen Verlust seiner Macht infolge der Schlacht bei Waterloo am 22. Juni 1815. Die Bezeichnung Hundert Tage hat sich eingebürgert, obgleich der Zeitraum tatsächlich etwas länger war (110 Tage lagen zwischen der Evakuierung Ludwigs XVIII. und seiner Wiedereinsetzung).

## Der Marsch auf Paris
Nach der Ankunft Napoleons am 4. Mai 1814 auf der Insel Elba, die ihm von den Siegermächten von 1814 im Ersten Pariser Frieden als Besitz zuerkannt worden war, begann er mit verschiedenen Reformen im Inselleben. Diese füllten ihn allerdings nicht aus. Durch ein Netz von Agenten wusste Bonaparte, dass in Frankreich Unzufriedenheit über die Amtsführung von Ludwig XVIII. herrschte. Ihm waren auch die Meinungsverschiedenheiten auf dem Wiener Kongress bekannt, der seit dem Herbst 1814 tagte. Zum Handeln veranlassten Napoleon nicht zuletzt Gerüchte, dass die Alliierten planten, ihn aus Europa zu entfernen. Dabei spielten auch Mordpläne und die Gefahr, von Piraten zwecks Lösegeldforderungen gefangen genommen zu werden, eine Rolle. Da Ludwig XVIII. ihm die zugesagten Finanzmittel verweigerte, die nötig gewesen wären, um das für seinen Schutz verantwortliche Kontingent von Ulanen und Grenadieren weiter zu finanzieren, wurde seine Sicherheitslage zunehmend schwierig. Ferner weigerte sich Kaiser Franz, Napoleons Frau, Marie-Louise, sowie seinen Sohn nach Elba kommen zu lassen. Dies alles führte Napoleon zu dem Entschluss, noch einmal zu versuchen, in Frankreich die Macht zu übernehmen.
Am 26. Februar 1815 ging er mit einer Truppe von etwa 1000 Mann an Bord einiger Schiffe und traf am 1. März in Antibes ein. Bei seinem Marsch nach Paris (Route Napoléon) blieb die Unterstützung anfangs gering. Kurz vor Grenoble traf die Gruppe mit dem 5e régiment d’infanterie zum ersten Mal auf königliche Truppen. Diese gewann Bonaparte für sich, und auch die Garnison der Stadt stellte sich auf seine Seite. Der weitere Verlauf des Wegs nach Paris wurde zu einem Triumphzug.
Seit seinem Einzug in Lyon agierte er wieder als Kaiser der Franzosen und erließ entsprechende Dekrete. Der Versuch des Königs, Bonaparte durch dessen ehemaligen Marschall Michel Ney gefangen zu nehmen, misslang. Stattdessen lief dieser zu Napoleon über. Daraufhin floh Ludwig XVIII. aus Paris und Bonaparte übernahm wieder die Macht. Die rasche Rückkehr an die Macht wird in Frankreich auch als „Adlerflug“ (frz. le vol de l'Aigle) bezeichnet.

## Innenpolitik
François-René de Chateaubriand charakterisierte die erneute „Machtübernahme“ durch Napoleon als „Invasion eines Landes durch einen Mann“. Allerdings konnte er sich dabei vor allem auf seine Armee stützen. Innenpolitisch griff Napoleon auf unterschiedlichste Kräfte zurück, die mit der restaurierten Monarchie unzufrieden waren. Dazu zählten neben Bonapartisten wie Marschall Ney auch ehemalige Republikaner wie Lazare-Nicolas-Marguerite Carnot oder Liberale wie Benjamin Constant, die in der ersten Phase der Herrschaft Napoleons teilweise noch zu dessen Kritikern gehört hatten. In sozialer Hinsicht wurde das Regime zunächst von den städtischen Unterschichten und den Bauern getragen, während ein Großteil des Bürgertums abseits blieb. Dennoch setzte Bonaparte wie beim Staatsstreich 1799 auf das Bürgertum und versprach die Errichtung einer liberalen konstitutionellen Monarchie.
Er versuchte in der Folge, seine frühere Diktatur vergessen zu machen, indem er eine neue liberale Verfassung, den Acte additionnel aux constitutions de l’Empire de 1815 erarbeiten ließ. Federführend war dabei Benjamin Constant. Gegenüber der Charte constitutionnelle des geflüchteten Königs von 1814 war der Entwurf in einigen Punkten freiheitlicher. So war der zum Wahlrecht erforderliche Zensus niedriger, außerdem war die parlamentarische Verantwortlichkeit der Minister vorgesehen.
Bereits auf dem Marsch nach Paris hatte Napoleon die Abschaffung des gerade wieder eingeführten Feudaladels und die Ausweisung der Remigranten verkündet. In Paris verordnete er am 24. März 1815 die Abschaffung der Zensur und die Einführung der Pressefreiheit.
Allerdings gelang es der Regierung nur unzureichend, dies als Reformen zu vermitteln, weil das Konzept von Constant nicht als neue Verfassung, sondern nur als Ergänzung zur Verfassung des Kaiserreichs verkündet wurde. Im abgehaltenen Plebiszit stimmten zwar 1,5 Millionen Wähler der Verfassung zu, und nur 4.800 stimmten mit Nein, aber die Masse der fünf Millionen Wahlberechtigten blieb der Abstimmung fern. Bei den Wahlen zur Repräsentantenkammer zeigte sich, wie gering die Unterstützung des Regimes tatsächlich war. Von 629 Abgeordneten waren nicht einmal hundert erklärte Parteigänger Bonapartes.
Vor allem nach dem Wiederaufflammen des Krieges nahm die innenpolitische Opposition zu. So kosteten Napoleon die Einberufungen in die Armee viele Sympathien. Daneben zeigten sich in Paris deutliche jakobinische Tendenzen bei den Unterschichten. Die Aussichten auf einen neuen Krieg ließen die bürgerlich-liberale Opposition stärker hervortreten. So verweigerte die Repräsentantenkammer den Eid auf die Verfassung und im Département Vendée setzte erneut monarchistischer Widerstand ein.

## Außenpolitik und Krieg

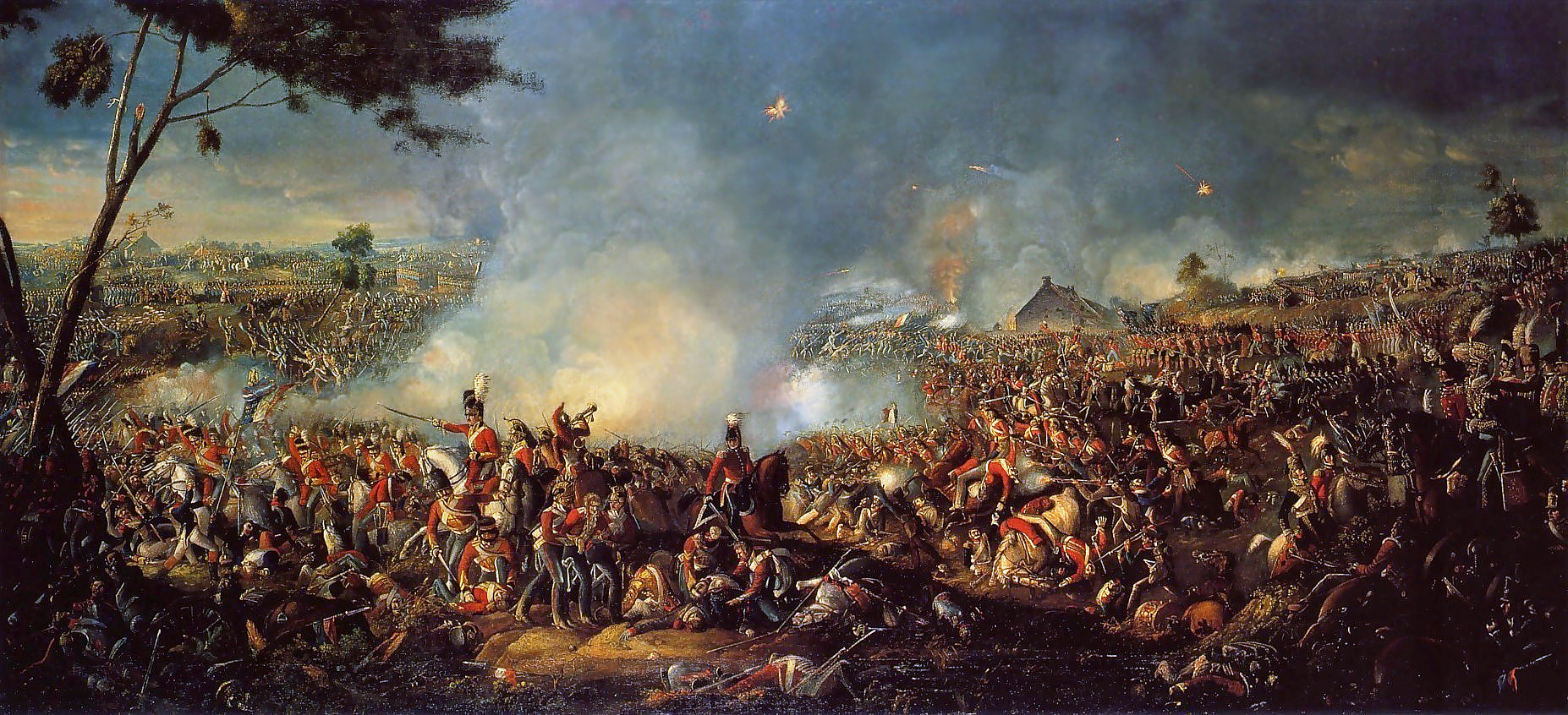
Die Schlacht bei Waterloo, Gemälde von William Sadler

Napoleon versicherte den Staaten Europas, dass er den Frieden von Paris anerkennen, die Grenzen von 1792 nicht überschreiten und zukünftig mit den Nachbarn in Frieden leben wolle. Die Alliierten waren aber keinesfalls bereit, eine neue Herrschaft Napoleons anzuerkennen. Am 13. März erklärten ihn die Mächte auf dem Wiener Kongress als geächtet. Am 25. März 1815 schlossen das Vereinigte Königreich, Österreich, Russland und Preußen erneut einen Koalitionsvertrag.
Die Verbündeten zogen in den südlichen Niederlanden, dem heutigen Belgien, eine britisch-niederländische Armee unter dem Herzog von Wellington und eine zweite preußische unter Generalfeldmarschall Gebhard Leberecht von Blücher zusammen. Hinzu kamen österreichische und russische Truppen, die allerdings erst bei den Kampfhandlungen in Nordfrankreich mitwirkten.
Am 15. Juni 1815 überquerte Napoleon dann die französische Grenze zu den südlichen Niederlanden. Er versuchte, in diesem Feldzug durch schnelle Manöver die Verbündeten voneinander zu trennen und einzeln zu schlagen. Die bewährte Vorgehensweise schien anfangs durchaus erfolgreich zu sein. In der Schlacht bei Quatre-Bras konnte Marschall Ney die britisch-niederländischen Kräfte binden, während Napoleon die Preußen bei Ligny erfolgreich schlug, aber nicht vernichtete. Danach wandte sich Bonaparte den Truppen Wellingtons zu. Nach witterungsbedingten Verzögerungen kam es am 18. Juni zur Schlacht bei Waterloo. Nachdem die französischen Truppen den Tag über erfolglos versucht hatten, die britische Linie zu durchbrechen, erschienen preußische Truppen auf dem Schlachtfeld und die Schlacht war für Napoleon verloren.

## Das Ende
Bonaparte kehrte nach Paris zurück. Dort demonstrierte zwar ein Teil der städtischen Unterschichten für den Kaiser, aber ansonsten hatte er jegliche Unterstützung verloren. Insbesondere die liberal gesinnten Abgeordneten wandten sich gegen ihn. Vor allem unter dem Einfluss von Polizeiminister Joseph Fouché, der die Furcht vor einer Diktatur Bonapartes schürte, erklärte sich das Parlament für permanent und bezeichnete jeden Versuch, es aufzulösen, als Hochverrat. Am 22. Juni forderten die Kammern Napoleon ultimativ auf, zurückzutreten. Kriegsminister Louis-Nicolas Davout erklärte zudem, dass sich die Armee bei der Errichtung einer erneuten Diktatur auflehnen werde.
Vor diesem Hintergrund trat Napoleon am 22. Juni 1815 endgültig zugunsten seines Sohnes ab, der als Napoleon II. regieren sollte. Die Kammern nahmen die Abdankung zur Kenntnis, überließen aber die Frage nach dem künftigen Staatsoberhaupt den Alliierten, wohl wissend, dass es zur Wiederherstellung der Herrschaft Ludwigs XVIII. kommen würde.
Zunächst ging Napoleon nach Schloss Malmaison, um dann am 29. Juni nach Rochefort zu reisen. Die Hoffnung auf eine Emigration in die Vereinigten Staaten erfüllte sich nicht und Napoleon musste sich in die Hände der britischen Regierung begeben, die ihn auf die Insel St. Helena bringen ließ. Den erneuten Waffengang musste Frankreich mit dem Zweiten Pariser Frieden bezahlen.
Mit dem Ende der Herrschaft der Hundert Tage, die einen kurzen Wiederbelebungsversuch des Ersten Kaiserreiches darstellt, endete auch dieses.

## Anekdote über die Schlagzeilen der Presse

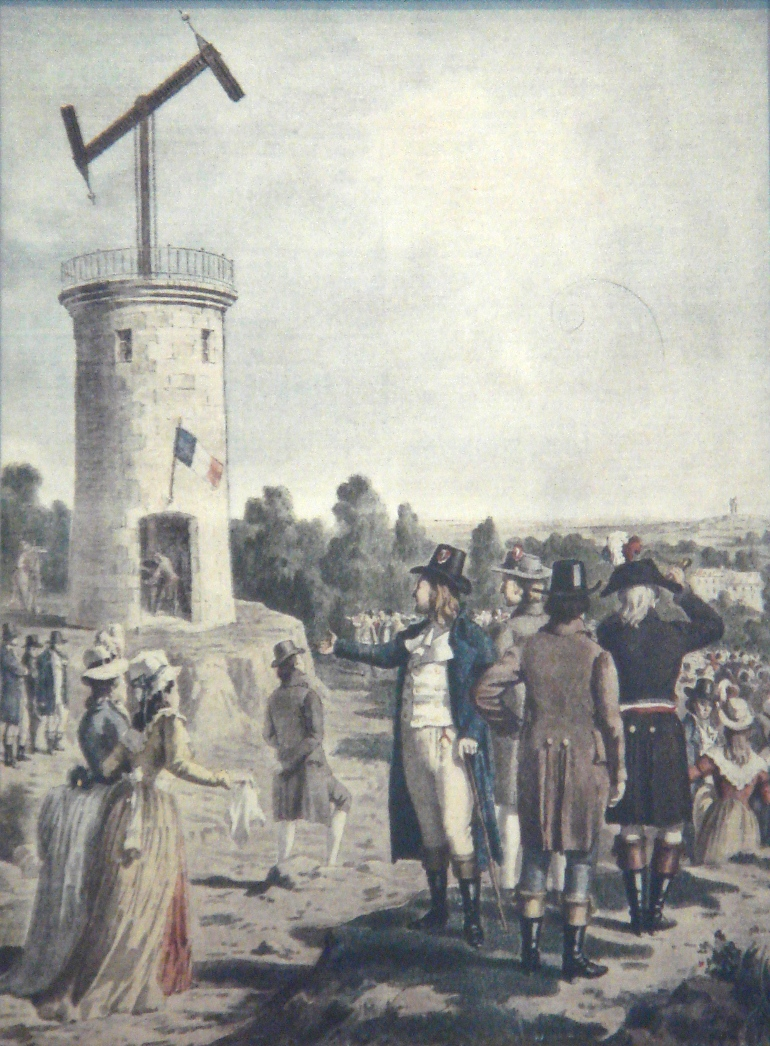
Optische Telegraphie zur Zeit Napoleons

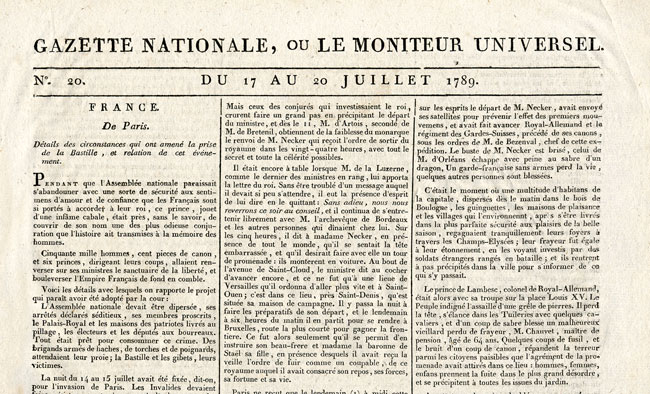
Le Moniteur universel, Juli 1789

Eine bei wechselnden Machtverhältnissen opportunistische Berichterstattung der Presse wird anhand des „Adlerflugs“ Napoleons von Elba nach Paris als überspitzte Anekdote dargestellt, mit angeblichen Schlagzeilen: 
- 28. Februar: Der Menschenfresser ist aus seinem Versteck gekommen.
- 7. März: Der korsische Oger ist gerade am Golf von Juan gelandet.
- 9. März: Der Tiger kam bis nach Gap.
- 11. März: Das Monster hat in Grenoble geschlafen.
- 16. März: Der Tyrann durchquerte Lyon.
- 17. März: Der Usurpator befindet sich sechzig Meilen vor der Hauptstadt.
- 18. März: Bonaparte macht große Fortschritte, aber er wird niemals nach Paris kommen.
- 19. März: Napoléon wird morgen vor unseren Stadtmauern sein.
- 20. März: Der Kaiser kam in Fontainebleau an.
- 21. März: Seine kaiserliche Majestät traf gestern im Château des Tuileries inmitten seiner treuen Untertanen ein.

Da sich Nachrichten damals nur langsam durch Segelschiffe, berittene Boten oder auf einigen wenigen Strecken durch damalige optische Telegrafie verbreiteten, traten teils Verzögerungen von mehreren Tagen oder Wochen auf, so dass eine tagesaktuelle Berichterstattung 1815 unmöglich war, zumal Redaktion, Druck und Verteilung von Druckerzeugnissen ebenfalls langsamer stattfanden als schon Mitte der 1800er Jahre mittels Dampfschiffen, drahtgebundener Telegraphie und Eisenbahn.
Bereits 1831 wird so in einem englischsprachigen Sammelwerk der Einfluss von Zensur auf die Berichterstattung über Napoleon thematisiert, durch Alexandre Dumas 1841 wird damit auf Französisch der wichtigsten Pariser Zeitung der damaligen Zeit, dem Le Moniteur universel, ein grotesk opportunistisches Verhalten angesichts der sich verändernden Lage unterstellt.
Tatsächlich berichtete die Zeitung Le Moniteur am 7. März über das am 6. durch Kanzler Dambray erlassene Königliche Dekret, wonach Napoleon zum Verräter und Rebell erklärt wird, weil er bewaffnet das Departement Var betreten habe. Am 8. wird berichtet, dass mit Datum 7. März die Königliche Kammer mitteilt, dass Nachrichten über die Landung von Bonaparte bislang zurückgehalten worden seien, weil die telegrafischen Depeschen keine Details beinhaltet hätten. Es wird dabei ein Überblick über die Ereignisse gegeben, von der Abreise aus Elba am 26. Februar bis zum Eingang der ersten Nachrichten in Paris am 5. März. Die Ausgabe vom 9. März 1815 berichtet neutral und detailliert über die Reisetätigkeiten von Persönlichkeiten wie der Herzogin von Angoulême sowie über die wettergestörte optische Telegrafie, eingegangene Meldungen über Napoleon sowie einen Aufruf des Kriegsministers. 
Weitere Beschäftigung erfolgt in einem Artikel in Le Monde von 1953, in dem auf das Werk Histoire de la presse parisienne von René Mazedier von 1945 verwiesen wird, sowie durch den sowjetischen Historiker Jewgeni Wiktorowitsch Tarle, der in den 1930ern in seinem Werk über Napoleon das Verhalten der Presse allgemein beschrieb.